# Oskar Kellner
Oskar Johann Kellner, född 13 maj 1851 i Tillowitz, Schlesien, död 22 september 1911 i Karlsruhe, var en tysk agrikulturkemist.
Kellner var assistent vid det djurfysiologiska laboratoriet i Proskau och vid lantbruksförsöksstationen i Hohenheim, där han arbetade under Emil von Wolff, och kallades 1881 till professor i agrikulturkemi vid Tokyo universitet, där han även tjänstgjorde som teknisk rådgivare vid ministeriet för jordbruk och handel. Under sin tolvåriga verksamhet i Japan ägnade han sig främst åt gödslingsförsök med ris och lyckades därigenom väcka ett livligt intresse för jordbruksförsök, vilket visade sig genom upprättandet av ett antal försöksanstalter i landets olika delar samt en inhemsk tillverkning av konstgödsel. 
Från 1893 bedrev han som föreståndare för försöksanstalten i Möckern vid Leipzig en mycket betydande vetenskaplig verksamhet. Han gjorde sig till en början känd genom den praktiskt betydelsefulla utredningen om benmjöls gödselvärde, vilket då var mycket omtvistat. Men framför allt rörde sig hans undersökningar om husdjurens näring och utfodring. Han fortsatte här sin företrädare Gustav Kühns arbete och blev genom en mängd undersökningar om ämnes- och energiomsättningen i kroppen, förhållandet mellan näringsupptagandet och produktion av kroppsmassa och fett den främste reformatorn av läran om husdjurens rationella utfodring. Jämte Kühn samt Louis Grandeau var det främst han, som undanröjde den tidigare rådande uppfattningen om proteinernas övervägande värde framför fett och kolhydrater för produktion av kraft och fett; han bidrog därjämte verksamt till att påvisa de icke äggviteartade kvävehaltiga organiska ämnenas (amidernas) mindre värde för djurens näring. Framför allt vann han ett allmänt känt namn genom uppställande av rationellt grundade fodernormer och tal, uttryckta i så kallade stärkelseenheter, för de olika fodermedlens fodervärde, vilka tal i synnerhet i Tyskland vann allmän användning vid foderberäkningar.
Av Kellners övriga arbeten kan nämnas undersökningar rörande bitterämnets avlägsnande ur lupiner samt om odling och gödsling av sumpris. Hans Lehrbuch über die Ernährung der landwirtschaftlichen Nutztiere (1905, femte upplagan 1909) och Grundzüge der Fütterungslehre (1907, tredje upplagan 1909, översatt till svenskan 1908) blev allmänt använda läroböcker rörande husdjurens utfodring. Från 1905 var han utgivare av den redan tidigare ledande agrikulturkemiska tidskriften "Die landwirtschaftlichen Versuchsstationen". Från 1903 var han ordförande i Verband landwirtschaftlicher Versuchsstationen im Deutschen Reiche. Han blev 1903 utländsk ledamot av svenska Lantbruksakademien.